# Shine a Light (sång)
Shine a Light är en låt skriven av Mick Jagger och Keith Richards och lanserad av The Rolling Stones på albumet Exile on Main St. 1972. Låten är främst Mick Jaggers verk och skrevs i en första version 1968 och hade då titeln "Get a Line on You". Låten var tillägnad Brian Jones. Denna tidiga version spelades också in under sessionerna för Beggars Banquet. Efter Brian Jones död 1969 gjorde Jagger om texten och låten spelades in på nytt först en version 1970 i Olympic Studios i London, och sedan i Frankrike. Slutlig mixning och bearbetning gjordes i Los Angeles. Billy Preston medverkar med både elorgel och piano på inspelningen. Varken Keith Richards eller Charlie Watts medverkar dock. Trummorna spelades av producenten Jimmy Miller.
Leon Russell spelade in låten inför sitt självbetitlade debutalbum 1969, men den kom aldrig med på albumet.
En liveversion av låten finns på albumet Stripped och låten har namngett Martin Scorseses konsertfilm om gruppen från 2006, Shine a Light.